# Tarachodes dissimulator
Tarachodes dissimulator es una especie de mantis de la familia Tarachodidae.

## Distribución geográfica
Se encuentra en Costa de Marfil, Ghana, Guinea, Camerún y Togo.